# Tecnología del universo BattleTech
En el universo de ficción futurista de BattleTech, el desarrollo tecnológico civil y militar ha superado en muchos aspectos los límites conocidos en el siglo XXI. En el XXXI descrito se da una mezcla inusual de elementos altamente futuristas con otros propios de la era moderna, pues conviven tecnologías radicalmente avanzadas, como los viajes interestelares y las comunicaciones a la velocidad de la luz, con motores de combustión interna, armas de proyectiles y artillería.
Conceptos habituales en la ciencia ficción como la inteligencia artificial, nanotecnología, androides, etc., están ausentes o infravalorados. El motivo con el que habitualmente se justifica su ausencia es la pérdida de antiguos conocimientos y el freno al progreso por los siglos de guerras continuadas.

## Tecnología civil

### Comunicaciones interestelares
El pilar básico del sistema de comunicaciones interestelares del ser humano del siglo XXXI son los Generadores de Hiperpulsación (GHP), que funcionan siguiendo la misma base que los propulsores Kearny-Fuchida. La Red de Comunicaciones de GHP se encuentra exclusivamente en manos de ComStar (y a partir del 3053 de su facción escindida, la Palabra de Blake) y de los Clanes, que mantienen su propia red. Esto quiere decir que las comunicaciones de todos los gobiernos deben pasar por ComStar o la Palabra de Blake (aunque los Davion y Steiner poseen algunos aparatos llamados Cajas Negras, procedentes de la antigua Liga Estelar, con los que pueden comunicarse de manera limitada). 
La red de GHP está compuesta por un gran número de poderosos GHP capaces de transmitir o recibir señales instantáneamnete a través de distancias de unos 50 años luz. Estas grandes estaciones de categoría "A" están dispersas por la Esfera Interior. Adicionalmente, existen Estaciones capaces de transmitir y recibir a un alcance de 20 a 30 años luz (clase "B"). 
Prácticamente la totalidad de los planetas "civilizados" poseen una Estación GHP, que es una auténtica fortaleza. Tratar de asaltar uno para apoderarse de su tecnología es una idea tentadora, pero hacer eso solo provocaría una interdicción total del estado agresor...y controlar decenas o centenares de mundos sin posibilidad de comunicarse es una tarea imposible y una invitación para tus vecinos de asaltar mundos desprotegidos y sin posibilidad de reclamar refuerzos. 

### Viajes interestelares
En el siglo XXI, el aparato mediante el cual fue posible recorrer las profundidades del espacio interestelar fue el propulsor conocido con el nombre de sus inventores, Kearny y Fuchida. El principio del hiperpropulsor se trata de generar un campo de unas características concretas alrededor de una masa situada en un punto A, moviéndola mediante una "dimensión" paralela denominada hiperespacio (a falta de un término mejor), que la transportaba instantáneamente a un punto B. Un siglo y medio después de que se ridiculizara públicamente a Kearny y a Fuchida por sus teorías, la AAT Pathfinder efectuó un histórico salto hasta Tau ceti demostrando la viabilidad de la tecnología del Hiperpropulsor y catapultando así a la humanidad hacia una nueva fase de su historia. 
Aun cuando la tecnología del salto hiperespacial cambió considerablemente en los siglos posteriores, sus principios básicos permanecen siendo fundamentalmente los mismos. Los saltos se llevan a cabo mediante la generación en el exterior del casco de la astronave de un campo hiperespacial Kearny-Fuchida, que la transportará desde una posición a otra similar próxima en el sistema vecino (el alcance máximo del salto es de 30 años luz). Estas posiciones, llamadas "puntos de salto", están situados en el zenith y nadir del pozo de gravedad del sistema, a lo largo de una línea perpendicular al plano del sistema y atravesando su centro gravitacional. Los puntos de salto siempre son dos para cada sistema, de posiciones fijas. La distancia entre un punto de salto y el centro del sistema depende del tipo espectral de la estrella en el sistema planetario. Por tanto, el transporte de pasajeros y mercancías desde un mundo habitado a otro es un proceso consistente de dos fases: la primera el viaje desde la parte interior del sistema planetario al punto de salto y la segunda desde el punto de salto al destino. 
Por ejemplo, el viaje desde la Tierra al punto de salto de un sistema vecino tardaría 7-8 días en llegar desde la superficie del planeta al punto de salto y desde allí, instantáneamente hasta el punto de salto del sistema destino. 
Además de los puntos de salto, hay otra alternativa, los denominados puntos pirata. Estos puntos no estándar están libres de fuerzas gravitacionales y se forman por el movimiento de los planetas y satélites alrededor de su o sus estrella/s. Como estos puntos se mueven constantemente, solo los locos o los muy habilidosos se atreven a utilizarlos. 
El reactor KF de una Nave de Salto requiere una inmensa cantidad de energía para cada salto. Normalmente, las recargas entre saltos se realizan mediante una enorme vela solar, un colector que se despliega en la popa de la astronave, aunque en ocasiones los capitanes de estas naves prefieren cargar sus baterías directamente desde estaciones de recarga que se encuentran en la inmensa mayoría de los puntos de salto de los planetas civilizados, o utilizan energía de su propio reactor de fusión para acelerar el tiempo de recarga.. En cualquier caso, este tiempo de recarga debe ser lento, en ocasiones entre 6-9 días o más. las recargas rápidas pueden reducir este tiempo pero pueden ser fatales. 
Algunas naves de salto poseen baterías de litio, que pueden acumular energía para dos saltos consecutivos. 
Las Naves de Salto son relativamente débiles, alcanzan velocidades muy muy bajas en el tránsito dentro del propio sistema, por lo que su uso se limita prácticamente a los saltos espaciales. Para el transporte dentro del sistema se utilizan lo que se denominan Naves de Descenso, que son las que viajan desde la nave de Salto al planeta destino. Por supuesto, existen muchos tipos de aeronaves más pequeñas, lanzaderas, cazas,... 
Las joyas de la corona para cualquier gobierno son las denominadas Naves de Guerra. Se trata de Naves de Salto que llevan un reactor KF compacto (mucho más caro que los normales) pero sin la desventaja de la "inmovilidad" y debilidad. Para aclararnos, son auténticas fortalezas con capacidad de saltar entre sistemas. Apenas existen Naves de Guerra ya que las Guerras de Sucesión destruyeron la inmensa mayoría. Solo recientemente las Casas Sucesoras han reabierto su programa de naves de Guerra, ComStar posee una fuerza escondida bastante poderosa y los Clanes por supuesto, también tienen.

## Tecnología militar

### Esfera Interior vs. Clanes
Los Clanes, mientras estaban en el exilio, desarrollaron gran cantidad de tecnologías de guerra, mientras que en la Esfera Interior se perdían los conocimientos de la tecnología de los battlemechs durante las guerras de sucesión.
Así cuando empezó la invasión de los clanes en la década del 50 estos lograron aplastantes victorias sobre la Esfera Interior.
Sin embargo, aunque posteriormente la Esfera Interior consiguiera llevar al campo de batalla versiones de las armas de los Clanes, estas siempre eran de alguna manera inferiores. Tras el asentamiento de los Clanes en la Esfera Interior se produjo una divergencia en las creaciones de armamento, llevando a que existieran armas que el otro bando no despliega.

### Unidades

#### Infantería ligera
Durante una época en la que en el campo de batalla reinan los Battlemechs (máquinas humanoides de decenas de metros pilotada por un Mechwarrior) siguen usándose unidades de infantería que luchan contra vehículos blindados, cazas aeroespaciales y 'mechs. 
Estás unidades de soldados a pie usan armas pesadas de apoyo que dañan los vehículos y hacen poco por parar a los monstruosos Battlemechs.
Existen unidades de infantería que están especializadas en tácticas anti-'mech, las cuales tratan sobre escalar a dichos titanes durante el combate y colocar explosivos en las juntas expuestas en las piernas y en el torso para provocar graves daños. Estas tácticas son, obviamente, muy peligrosas y tienen un alto porcentaje de bajas. 
Por otra parte, dado la diversidad de sociedades que existen el universo, la infantería tiene gran cantidad de variedades. Desde unidades parecidas a los pelotones de la Tierra en el siglo XX hasta unidades montadas en animales parecidos a los Pterodactilos terrestres, pasando por infantería con mochilas de salto, francotiradores o unidades de élite imitando a los antiguos samuráis.
Cabe destacar que, mientras que todo esto resume las características de la infantería de la Esfera Interior, la infantería de los Clanes es distinta. 
Si bien tienen infantería parecida a la de la Esfera Interior e infantería con Armaduras de Combate (ver más adelante), fue a partir del Siglo de Oro que el Clan Caballos Infernales desarrolló un genoma para guerreros de infantería mucho más grandes y fuertes que el humano medio. Está infantería fue denominada Elementales y generaba seres de más de dos metros con una musculatura descomunal. Estos Elementales fueron un gran avance a nivel de combate de infantería, pero no fue hasta su unión con las Armaduras de combate Elementales que no se llegó a un gran salto en los campos de batalla.

#### Armadura de combate
Aunque durante la época de la Liga Estelar no se llegó a crear ninguna armadura de este estilo, sin embargo se plantó las semillas con la creación de trajes que mejoraban la respuesta de los soldados de fuerzas especiales como evitar la imagen infrarroja del usuario o permitirle distintos tipos de visión.
No fue hasta que el Clan Lobo se fijó en los trajes que usaban para la minería subacuática el Clan Escorpión Goliath que no empezó el desarrollo de las Armaduras de Combate.
Estas se basan en dotarle de tres características básicas a un soldado de a pie: movilidad mayor que cualquier infante normal, invulnerabilidad a las armas anti-personales y capacidad de daño a un battlemech
Tras una serie de avances hasta callejones sin salida se llegó a la Armadura elemental que los Clanes harían famosas. Esta armadura le permitía a una persona avanzar de manera muy rápida, portar un arma tanto antipersonal y otra anti-mech y ser solamente amenazados por las armas más pesadas de un 'mech. Cuando estas armaduras fueron puestas a disposición de los recién creados Elementales, la unión fue algo inesperado en los campos de batalla por su versatilidad y peligrosidad. 
Estas Armaduras Elementales supusieron un impacto durante la invasión de los Clanes, dado que la Esfera Interior no entendió que eran.
Las Armaduras Elementales tenían un blindaje que podía aguantar el disparo de un CPP de la Esfera Interior, podían llevar un arma anti-mech (una ametralladora, un láser pequeño o un lanzallamas), un lanzamisiles de corto alcance de dos disparos con una recarga y podían saltar unas 120 metros tras quitarse dicho lanzamisiles.
Los Elementales (como se les conocían) se desplegaba en un pelotón de cinco pudiendo, además de atacar a los 'mechs con sus armas, realizar ataques Anti-mech de manera mucho más segura.
Tras pasado un tiempo, la Esfera Interior consiguió capturar alguna de estas armaduras y realizar sus propias versiones. A partir de este punto ambos bandos empezaron a realizar investigaciones que llevaron a creación de distintos tipos de ellas.
Las Armaduras de combate pueden pesar de entre 0,5 hasta 2 tm. Pueden llevar retroreactores, pueden ser bípedas o cuadrúpedas y pueden llevar armas antipersona o/y anti-mech. Por último, su blindaje suele ser mayor al que un láser medio puede destruir y llegar hasta a detener una bala de rifle Gauss.

#### ProtoMech
Los protomechs son unidades únicas de los clanes, estos miden entre 4 y 6 metros y pesan cerca de 8 toneladas métricas. Se puede decir que son el punto entre las armaduras de combate y los 'mechs.

#### BattleMech
Un BattleMech (también llamado Mech), es un robot tripulado de entre 9 y 15 metros de altura y de entre unas 20 a 100 toneladas de peso. Estos vehículos están impulsados por un reactor de fusión y tienen la capacidad de combatir bajo agua o incluso en el espacio exterior.

#### Naves de descenso

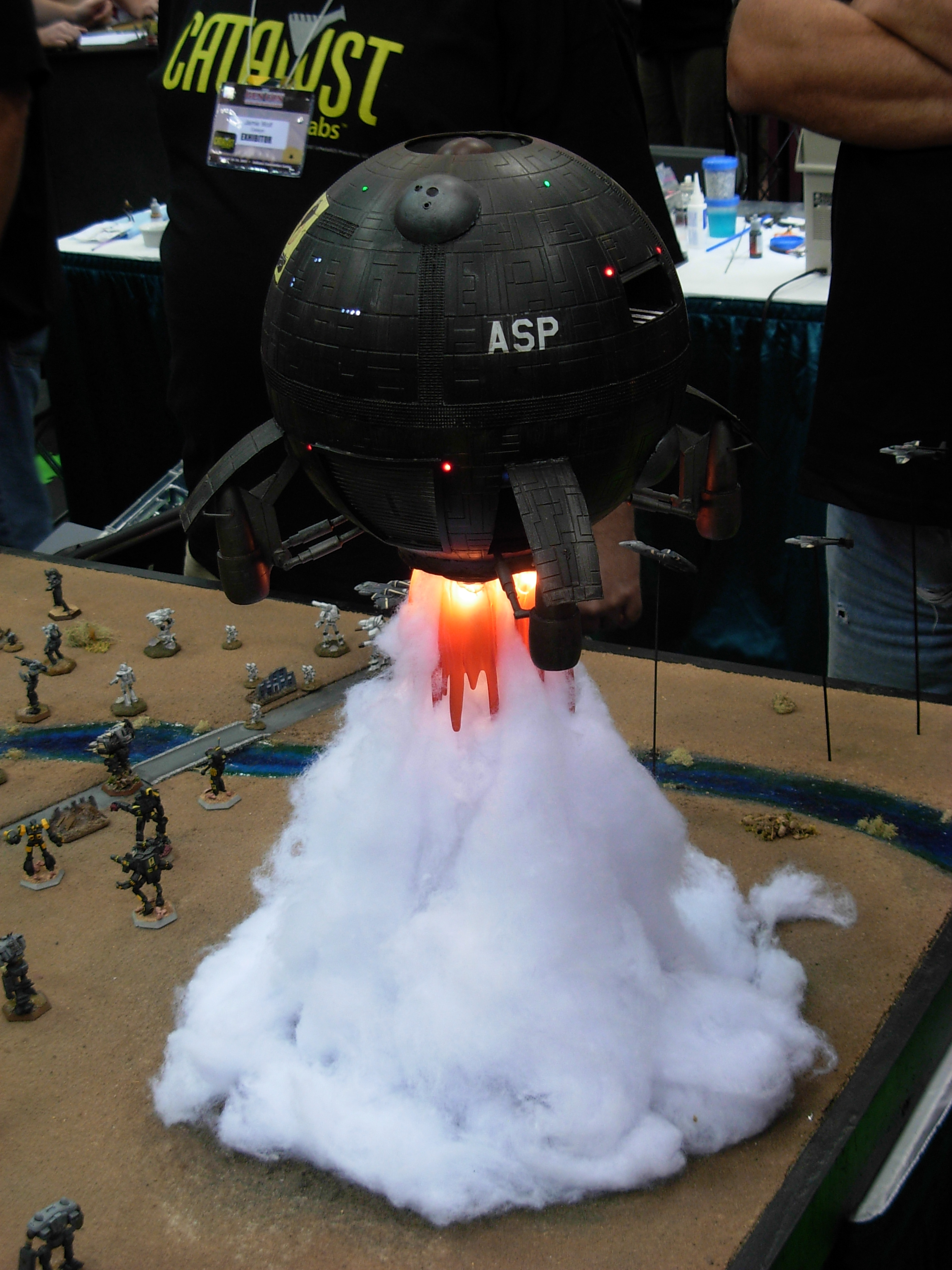
Diorama de nave de descenso Clase Union.

### Armamento
Los battlemechs pueden cargar una variada gama de armas. Como el reactor de un battlemech puede mantener en funcionamiento durante un tiempo casi indefinido a las armas de energía estas son las armas preferidas por muchos mechwarriors. También se usan lanzadores de misiles para apoyar a las armas energéticas.

#### Armas de energía
En esta categoría entran los láseres y los Cañones de proyección de partículas
- Los láseres dañan el blanco concentrando una gran cantidad de calor en un área muy pequeña. los tipos de láseres son micro,[4] pequeño, medio y grande[5] dependiendo del alcance y el daño. Además de los láseres básicos también los hay pesados, de rango extendido y de impulsos.
  - Los láseres de impulsos envían cortas pero repetidas descargas, permitiendo impactar de manera más sencilla.
  - Los láseres de Rango Extendido (ER por sus siglas en inglés) tienen un alcance mayor con respecto a los láseres normales.
  - Los láseres pesados concentran una mayor cantidad de energía en la misma superficie produciendo un mayor daño. En contrapartida estos láseres producen una mayor acumulación de calor y generan una interferencia con los sistemas de puntería, haciéndoles más difíciles de usar. De las últimas versiones de láseres pesados, las mejoradas o improved, se han conseguido eliminar estas interferencias.
  - Por último existen versiones de láseres que mezclan los tipos de impulsos y de rango extendido, llegando a un compromiso entre ambas características. Estos láseres son los láseres de impulso de alcance extendido de los clanes y sus equivalentes de la Esfera Interior, los láseres de impulsos X.[6]

- Los Cañones Proyectores de Partículas o CPPs (PPC o Particle Proyector Cannon por sus siglas en inglés) son aceleradores magnéticos que lanzan bolas de iones y/o protones, estos causan gran daño por el impacto y las altas temperaturas. También existen los CPP-AE (o CPP de Alcance Extendido) que están diseñados para que las partículas lanzadas estén más cohesionadas y así alcancen una mayor distancia, conllevando una mayor generación de calor. Aun así, según avanzó el tiempo se lanzaron bastantes variantes de los CPPs entregando versiones pequeñas y grandes, además de CPPs de distancia variable y capacitadores que incrementan el daño producido por cualquier CPP.

- Por último, existen los lanzallamas para uso anti-infantería, que normalmente aprovechan el plasma generado por el reactor de fusión del 'mech para lanzar una llamarada extremadamente dañina para el soldado de a pie. Aunque durante mucho tiempo solamente existió un único tipo de lanzallamas, al final se llegó a la construcción de versiones ligeras y grandes que, como no, jugaban con el alcance y el daño producido.

#### Armas balísticas
Otro tipo de armas usadas en los battlemechs son las balísticas estas usan proyectiles lanzados a altas velocidades. 
Existen dos tipos:
- Los cañones automáticos,[7] arma de fuego rápido y de carga automática que disparan mediante una explosión proyectiles normalmente explosivos. Estos cañones se pueden dividir en las siguientes categorías:
  - Cañones básicos: estos cañones son realmente los primeros que existieron y durante mucho tiempo fueron el único tipo.
  - Cañones LB-X: estos cañones introdujeron una mejora en los sistemas internos del cañón mejorando tanto como su tamaño, peso y alcance. De manera adicional pueden funcionar como un cañón básico o disparar una munición fragmentable que les permite llenar un área considerable con partículas del proyectil. Esto provoca que sea más fácil impactar al objetivo, pero por contrapartida el daño recibido será menor.
  - Cañones Ultra: estos cañones son capaces de disparar dos balas por turno, siendo capaces de duplicar el daño.[8] Existe la posibilidad de que disparando a máxima frecuencia el arma se encasquille y quede inutilizada hasta que sea reparada.
  - Cañones rotatorios: estos cañones desarrollados por la Esfera Interior, y muy tardíamente adoptados por los clanes, son una evolución de los Ultra. Permiten disparar una, dos, cuatro o seis veces por turno. Al igual que ocurre con los cañones Ultra, el número de disparos es proporcional a la posibilidad de encasquillamiento.[9] Estos cañones solamente están disponibles en los calibres 2 y 5.
  - Cañones ligeros: la Esfera Interior produjo cañones del calibre 2 y 5 que, aunque tenían un menor alcance, reducían el peso y tamaño de los mismos. Esto permitía un mejor aprovechamiento del espacio disponible y los convertían en armas más interesantes que sus versiones originales.
  - Cañones de hiper-velocidad: los cañones de hiper-velocidad (hyper-velocity autocannon en inglés) son unos cañones del 2, 5 y 10 que tienen un alcance mayor que el resto. Por desgracia eso conlleva ciertos contratiempos (como la posibilidad de encasquillamiento explosivo o la producción de humo) que hace que no sean tan populares como sus primos. Actualmente solamente son usados por la Esfera Interior.
- Las ametralladoras son rara vez cargadas en un battlemech pero son excelentes armas anti-infantería. Dado el resurgimiento de la infantería en los tiempos más modernos ha habido dos avances con estos sistemas:
  - Las ametralladoras ligeras y pesadas. Estos dos sistemas cambian el alcance de la ametralladora a condición de variar su poder destructivo.
  - La agrupación de ametralladoras (machine gun array en inglés): se ha conseguido sincronizar grupos de ametralladoras para que disparen todas al mismo objetivo.
- Los rifles Gauss son armas que usan un conjunto de imanes para lanzar proyectiles al doble de velocidad que los cañones automáticos. Estos, al no usar propulsión explosiva para disparar, no generan casi calor. Tras el primer modelo de rifle Gauss, la Esfera Interior y los clanes han tomado vías distintas para seguir desarrollando esta arma:
  - Esfera Interior: en esta línea evolutiva, los diseñadores llevaron la misma dinámica del resto de armas a los rifles Gauss. Así crearon el rifle Gauss ligero y el pesado[10] mejorando o el alcance o el daño realizado.
  - Los clanes: en esta rama evolutiva los ingenieros de los clanes se fijaron en los cañones LB-X y Ultras y crearon los Hiper-Gauss de Asalto o HGA ( o Hyper Assault Gauss, HAG, en inglés). Estos rifles Gauss disparaban multitud de proyectiles (como los Ulltra) que llenaban el espacio para facilitar el blanco (como los LB-X). Estos HAG son del 20, 30 y del 40.[11] Por último, los Clanes adaptaron la tecnología de los rifles Gauss para su uso contra la infantería: los rifles Gauss antipersona (o AP Gauss rifle en inglés), también conocidos como rifles Gauss AP.

#### Misiles
Los misiles son proyectiles autoguiados y autopropulsados. Existen varios tipos de misiles desde largo rango, de medio y de corto, hasta los avanzados sistemas de misiles tácticos de los clanes. Además existen numerosos tipos de ojivas para incendiar, plantar minas, de fragmentarse, etc. aunque estos tipos de munición solamente pueden ser utilizados por los lanzadores básicos de misiles de corto y largo alcance. El uso de cualquier tecnología de mejora de impactos hace imposible combinar esos sistemas de guía con la gran cantidad de los misiles mejorados.
A continuación se detallan los tipos más importantes de afustes de misiles:
- Los misiles de corto alcance basan su principio en hacer el mayor daño posible. Así,sacrifican el alcance al que puede estar el objetivo por una carga explosiva de mayor potencia. Suelen montarse en conjunto de 2, 4 y 6 tubos lanzadores que forman un único ajuste.

- Los misiles de largo alcance son una de las armas no artilleras de mayor rango que pueden montarse en un 'mech. Sin embargo, esto hace que la carga explosiva sea de mucha menor potencia, teniendo que recurrir a mandar más proyectiles para intentar realizar el mismo daño. Los misiles de largo alcance se pueden encontrar en ajustes de 5, 10, 15 y 20 misiles.

- Tras el desastre que supuso el encuentro con los clanes, los ingenieros de la Esfera Interior (más concretamente la Casa Kurita) creó los afustes de misiles de medio alcance. En este caso, y para reducir peso, el sistema de guiado fue simplificado haciendo que estos misiles sean menos precisos[13] que los lanzadores de corto y largo alcance. Estos afustes están disponibles en grupos de 10, 20, 30 y 40 misiles.

- Durante el periodo de exilio los clanes cogieron una tecnología perdida para la Esfera Interior ds los lanzadores de misiles de corto alcance de dos tubos, que permitía centrado, seguimiento y guiado de los misiles para que todos dieran en el blanco, y la extendió al resto de ajustes de corto alcance. Así estos afustes, llamados focales, conseguían el fijado de todos los tubos del lanzamisiles asegurando su impacto, y en caso de no conseguirlo anulaba el lanzamiento permitiendo un uso mucho más eficiente de la munición. En un tiempo muy posterior los clanes, de manera exclusiva, llevarían esta tecnología a los afustes de largo alcance.

- Los lanzadores de misiles de largo alcance extendido y los de largo alcance mejorado fueron la respuesta de la Esfera Interior a los lanzamisiles de largo alcance focales de los clanes. Mientras que unos daban un rango aún mayor de alcance, los otros eliminaban el rango mínimo del misil.[14]

- Dados los problemas de guía que los lanzadores básicos de corto y largo alcance tienen, se inventaron distintos dispositivos de guía que mejorarán el rendimiento. Estos sistemas de guía mejorados son incompatibles entre sí.
  - Los sistemas Artemis IV y V ayudan al guiado de los misiles disparando un láser al objetivo que lo marca y permite que el lanzador asociado tenga un mejor porcentaje de acierto. De esta manera, cada afuste debe incorporar un sistema Artemis para incrementar su eficacia.
  - El lanzamisiles Narc dispara un único misil radiobaliza que se adhiere al objetivo y hace de guía para todos los afuste de misiles que usen una munición especial para seguirle. Este sistema está especialmente pensado para lanzas con 'mechs en los que abundan los afustes de misiles. Así, con un único impacto de un misil Narc, todos los afustes de todos los componentes de la lanza puede beneficiarse de la guía de dicho misil.

- Afustes MTA.[15] Tras la invasión y el desastre de Tukayyid para los clanes, el clan Coyote diseñó un afuste de misiles que permite lanzar distintos tipos de misiles con distinto rango de alcance y daño. Al comienzo existían tres tipos de munición en el que el alcance era inversamente proporcional al daño. Posteriormente se mejoraría esta tecnología con los MTAm,[16] que no solamente tenían un sistema de guía avanzado incorporado, sino que además incorporaba nuevos tipos de misiles que intentaban copiar algunas de las municiones especiales para los lanzadores estándar.

#### Armas de cuerpo a cuerpo
Existen pocos battlemech con armas de cuerpo a cuerpo ya que están obsoletas. Aunque las más normales son las espadas y las hachas, estas tienen en el filo una cobertura de uranio para infligir daño extra al enemigo